# 艾里特納侯國
艾里特納侯國，是一個由前伊兒汗國官員成立的侯國，由1328年生存至1381年，統治安那托利亞中部的開塞利、錫瓦斯和阿馬西亞之間的土地。王朝由維吾爾族出身的官員艾里特納建立，為安納托利亞的伊兒汗總督服務。儘管存在時間短暫，但留下了重要的建築作品。艾里特納的名稱可能來自梵語“ Ratna”的“ 珠寶” 或圖瓦語的“ Ertine”（額爾德尼），即“寶物，珠寶，價值，尊敬，欣賞，端莊，珍惜”。
王朝的創始人艾里特納是一名維吾爾族出身的蒙古官員，服務於安納托利亞的伊兒汗州長帖木兒塔什。在其父與馬木留克聯手反伊兒汗失敗後，伊兒汗不賽因改為任命艾里特納為安那托利亞州長。艾里特納在馬穆魯克蘇丹國（開羅）的保護下建立了自己的侯國，他也懂阿拉伯語，被認為是學者。[1]
艾里特納死後，由於侯國的內部糾紛，他的土地被西部的鄂圖曼帝國和東部的白羊王朝蠶食。侯國的最後一位統治者穆罕默德二世被他的維齊卡迪布爾罕丁取代，他在同一地區統治了18年。